# Roßhaupten
Roßhaupten – miejscowość i gmina w południowych Niemczech, w kraju związkowym Bawaria, w rejencji Szwabia, w regionie Allgäu, w powiecie Ostallgäu, siedziba wspólnoty administracyjnej Roßhaupten. Leży w Allgäu, około 15 km na południowy wschód od Marktoberdorfu, przy drodze B16.

## Demografia
| Rok  | Liczba mieszkańców |
| ---- | ------------------ |
| 1970 | 1547               |
| 1987 | 1768               |
| 2000 | 2075               |
| 2005 | 2177               |

## Polityka
Wójtem gminy jest Thomas Pihusch z FWG, jego poprzednikiem był Rudolf Zündt. Rada gminy składa się z 14 osób.
|      | UWG | SPD | FWG | Razem |
| ---- | --- | --- | --- | ----- |
| 2008 | 4   | 2   | 8   | 14    |
| 2002 | 11  | 3   | –   | 14    |